# Angela Featherstone
Angela Eileen Featherstone (* 3. April 1965 in Hamilton, Ontario) ist eine kanadische Schauspielerin.

## Leben und Leistungen
Die Familie von Featherstone zog im Jahr 1974 nach Manitoba, wo sie zuerst in zwei Kleinstädten und dann in Winnipeg lebte. Featherstone besuchte die Grant Park High School. Sie spielte zuerst in einer Folge der Fernsehserie The Kids in the Hall aus dem Jahr 1991 und dann im Horrorfilm Armee der Finsternis (1993), in dessen Abspann sie jedoch nicht erwähnt wurde. Im Horrorfilm Dark Angel: The Ascent (1994) übernahm sie eine der größeren Rollen.
Featherstone spielte im Thriller Eiskalte Wut (1995) die Rolle von Jackie Fein, der Tochter des Polizeichefs Paul Fein (Charles Bronson), die unschuldig des Mordes verdächtigt wird. Für diese Rolle wurde sie im Jahr 1997 für den Gemini Award nominiert. In der Komödie Zero Effect (1998) spielte sie an der Seite von Bill Pullman und Ben Stiller, in der Komödie Eine Hochzeit zum Verlieben (1998) an der Seite von Adam Sandler und Drew Barrymore. Im Jahr 2000 war sie in einigen Folgen der Fernsehserie Providence zu sehen. Im Actionfilm Federal Protection (2002) spielte sie neben Armand Assante eine der Hauptrollen.

## Filmografie (Auswahl)
- 1994: Dark Angel: The Ascent
- 1995: Eiskalte Wut (Family of Cops)
- 1996: Die Sache mit den Frauen (The Pompatus of Love)
- 1996: Illtown
- 1997: Friends  (Fernsehserie, 2 Folgen)
- 1997: Family of Cops 2 – Der Beichtstuhlmörder (Breach of Faith: Family of Cops II)
- 1997: Con Air
- 1997–1999: Immer wieder Fitz (Cracker, Fernsehserie, 14 Episoden)
- 1998: Seinfeld (Fernsehserie, 1 Folge)
- 1998: Zero Effect
- 1998: Eine Hochzeit zum Verlieben (The Wedding Singer)
- 1999: Eine Nacht in New York (200 Cigarettes)
- 1999: Rituals and Resolutions
- 2000: Schuldig – Ein mörderischer Auftrag (The Guilty)
- 2000: Mittendrin und voll dabei (Skipped Parts)
- 2000: Takedown
- 2000: Providence (Fernsehserie, 9 Folgen)
- 2001: Soul Survivors
- 2002: Pressure – Nichts ist gefährlicher als die Wahrheit (Pressure)
- 2002: Federal Protection
- 2002: One Way Out
- 2003–2004: The Guardian – Retter mit Herz (Fernsehserie, 10 Folgen)
- 2007–2011: Exes & Oh’s (Fernsehserie, 14 Folgen)
- 2008: What Doesn’t Kill You
- 2011: The Mentalist (Fernsehserie, 1 Folge)
- 2013: Girls (Fernsehserie, 1 Folge)
- 2016: Ray Donovan (Fernsehserie, 1 Folge)
- 2016: My Dead Boyfriend
- 2018: Coda (Kurzfilm)